# 基督堂 (西姆拉)

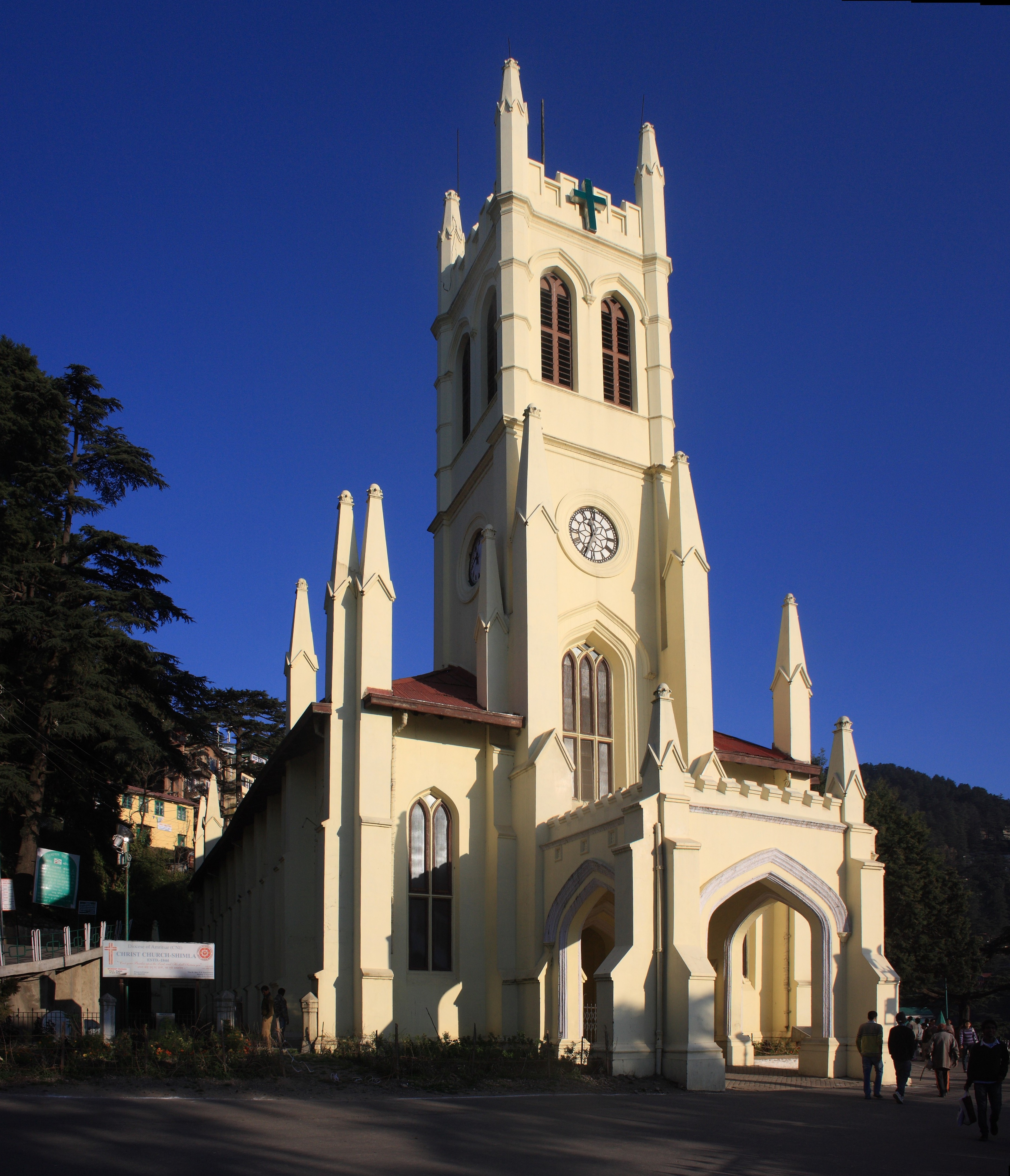

西姆拉基督堂（Christ Church）是印度北部第二古老的教堂，仅次于密拉特的圣约翰堂。礼拜使用印地语和英语。 目前，罗克斯·巴拿巴·桑杜博士是印度圣公会都主教、阿姆利则教区主教。

## 历史
基督堂建于1857年，新哥特式风格，主要服务于西姆拉的英国 圣公会教徒。该堂坐落在市中心高处的山脊（The Ridge），是西姆拉的著名地标之一，其轮廓在西姆拉周围若干公里都能看到。基督堂是英属印度的持久遗产之一。
基督堂由博卢奥上校于1844年设计。1844年9月9日由加尔各答主教丹尼尔·威尔逊主教奠基。1857年1月10日，马德拉斯主教托马斯·达尔特雷主教主持了献堂仪式。当时建筑费用估计为4万至5万卢比。装饰基督堂的时钟是由邓布尔顿上校于1860年捐赠。1873年增加了门廊。1899年安装了英国制造的管风琴，1932年进行了翻新。
1943年惩戒行动空袭的领导人盖伊·吉布森，于1918年9月11日在该堂受洗。
在20世纪印巴分治及随后印度次大陆的政治动荡中，基督堂幸存了下来。西姆拉基督堂的首任印度牧师是钱德牧师（1948-1957年）。基督堂的堂貌保持良好，原始的机械时钟已改为电子钟。但是，目前，虽然时钟的所有 4 个钟面保持同步，但很少反映准确的时间。

## 建筑
该堂采用了新哥特式风格，在夜晚亮灯照明。

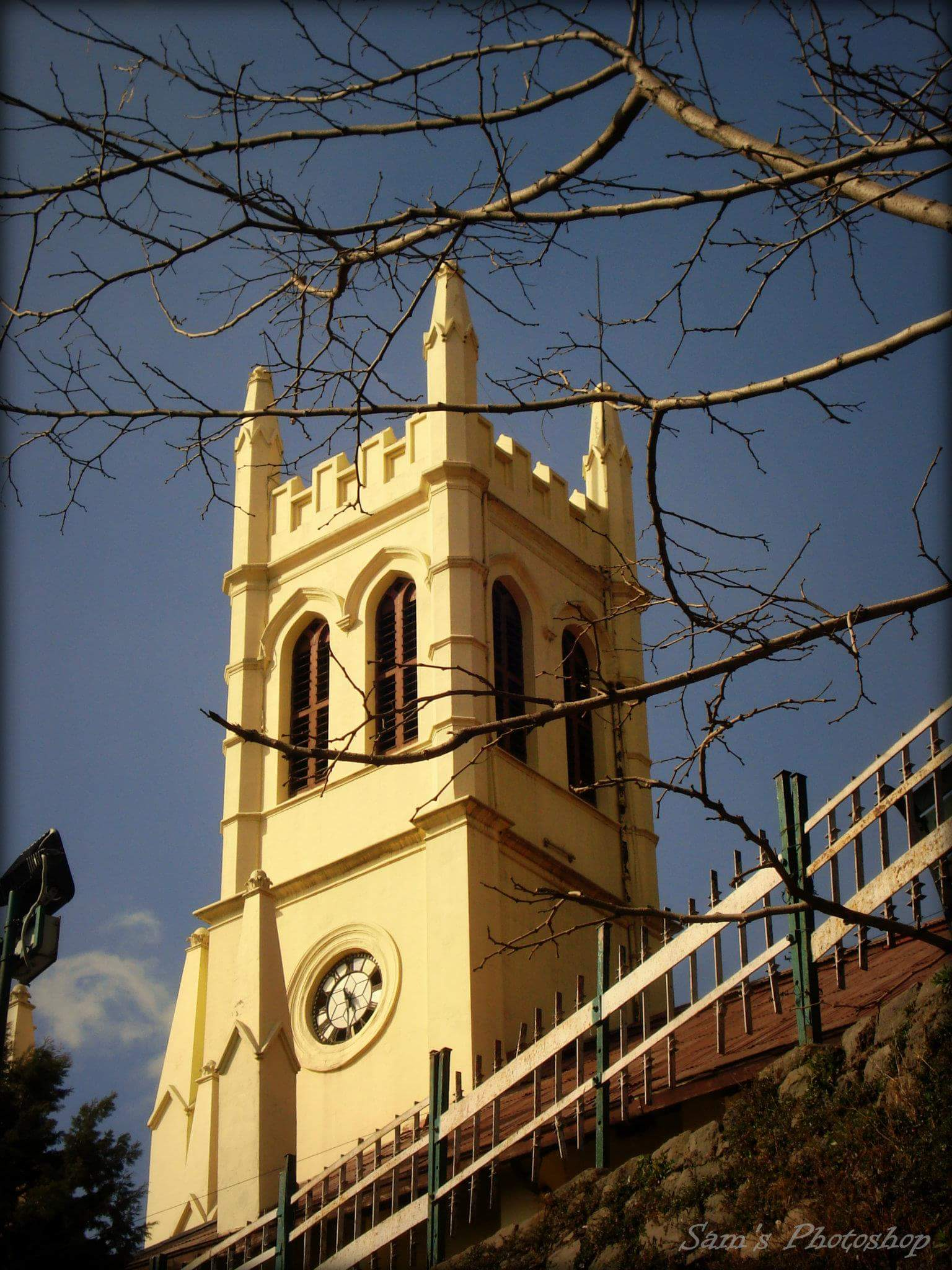

该堂有五块精美的花窗玻璃，每一块代表一种基督徒的美德：信仰、希望、寬容、勇敢、忍耐和谦卑。窗户是由洛克伍德·吉卜林（魯德亞德·吉卜林的父亲）设计的。基督堂的管风琴是印度次大陆最大的管风琴，安装于1899年9月。
在该堂的藏品中，有许多书籍和古代手稿。